# HMS Rover (1874)
O HMS Rover foi uma corveta de ferro de 18 canhões de carregar pela boca, construído para a Marinha Real Britânica, na década de 1870, o único da sua classe. De início, o navio foi atribuído à Estação da América do Norte e das Índias Ocidentais, até regressar a casa em 1879. Depois, foi transferido para o esquadrão de Formação em 1885. No entanto, o Rover não se prestava para aquele papel, e passou à reserva quatro anos depois, após o que foi para a sucata em 1893.